# Silene crispans
Silene crispans är en nejlikväxtart som beskrevs av Litw. Silene crispans ingår i släktet glimmar, och familjen nejlikväxter. Inga underarter finns listade i Catalogue of Life.